# Красиве (Єврейська автономна область)
Красиве (рос. Красивое) — село у Біробіджанському районі Єврейської автономної області Російської Федерації.
Входить до складу муніципального утворення Бірофельдське сільське поселення. Населення становить 256 осіб (2010).

## Історія
Згідно із законом від 26 листопада 2003 року органом місцевого самоврядування є Бірофельдське сільське поселення.

## Населення
| 2002 | 2010 |
| ---- | ---- |
| 363  | ↘256 |